# Cecilia Dujić
Cecilia Dujić (ur. 6 grudnia 1987) – chorwacka siatkarka, gra jako przyjmująca.
Obecnie występuje w drużynie ŽOK Split 1700.